# Иван Турк
Иван Турк (Загреб, 1913 — Виљануева де ла Кањада, 16. јул 1937), студент архитектуре и учесник Шпанског грађанског рата.

### Биографија
Рођен је 1913. године у Загребу у радничкој породици. Студирао је архитектуру и слободну школу политичких наука у Прагу, и био један од најбољих ђака прашке архитектуре. Учествовао је у раду студентских организација у Прагу, највише у „Задрузи хрватских академичара“.
У Шпанију је дошао са студентском групом, која је кренула из Прага 26. јануара 1937. године (у групи се налазио и народни херој Мирко Ковачевић). У борбама на фронту показао је пример држања. По завршетку бојева први је од свих војника батаљона „Димитров“ добио чин поручника. На дужностима батаљонског и бригадног опсерватора био је један од најбољих. Не одвајајући се од батаљона ни један дан, издржао је у њему пуних пет месеци.
Погинуо је 6. јула 1937. године у боју код Виллануеве де Кањаде.